# Santa Eugènia de Berga
Santa Eugènia de Berga est une commune de la province de Barcelone, en Catalogne, en Espagne, de la comarque d'Osona